# 구명 병동 24시
《구명 병동 24시》(일본어: 救命病棟24時 규메이뵤도 니주요지[*], Emergency room 24hours)는 1999년부터 후지 TV에서 방송되고 있는 TV 드라마 시리즈의 제목이다.

## 개요
구급센터를 무대로 신도 잇세이와 1기에서는 갓 배속된 인턴 코지마 카에데, 2기에서는 심장외과의 코사카 타마키와의 갈등과 대립이나 현장 스탭들과의 갈등, 그리고 환자와 가족의 이야기 등을 인간미 넘치게 그린 병원 드라마이다.
2기에서는 학장선거, 출세 경쟁, 파벌 싸움, 원내 고립 등도 다루어 TV 드라마적인 요소도 넣으면서 뇌의식에 관련된 이야기도 그려내었다. 3기에서는 도쿄에 대지진이 일어났다는 설정을 넣기도 하였다. 4기에서는 현장의 어려움을 보여주기도 하였다.
음악은 DREAMS COME TRUE의 나카무라 마사토시가 1기와 2기를 담당하였고, 주제가는 DREAMS COME TRUE가 전부 맡았다.

## 방송 내용
TV 시리즈
시리즈 5개 모두 화요일 밤 9시에 방송.
- 구명 병동 24시 1기 (1999년 1월 5일 ~ 1999년 3월 23일, 평균 시청률 20.0%)

마지막회는 21:03 ~ 22:48으로 확대 방송되었다.
- 구명 병동 24시 2기 (2001년 7월 3일 ~ 2001년 9월 18일, 평균 시청률 20.2%)

첫회는 21:00 ~ 22:09, 마지막회는 21:03 ~ 22:48으로 확대 방송되었다.
- 구명 병동 24시 3기 (2005년 1월 11일 ~ 2005년 3월 22일, 평균 시청률 19.1%)

첫회는 21:00 ~ 22:04, 마지막회는 21:00 ~ 22:09으로 확대 방송되었다.
- 구명 병동 24시 4기 (2009년 8월 11일 ~ 2009년 9월 22일, 평균 시청률 19.1%)

첫회는 21:00 ~ 22:09, 마지막회는 21:00 ~ 23:18으로 확대 방송되었다.
- 구명 병동 24시 5기 (2013년 7월 9일 ~ 2013년 9월 10일, 평균 시청률 14.6%)

첫회·제7화·최종화는 21:00 ~ 22:09으로 확대 방송되었다.
TV 스페셜
- 구급 병동 24시 신춘 스페셜（2002년 1월 1일 21:04 - 23:20, 시청률 16.7%）
- 신춘드라마제 구급 병동 24시 스페셜 （2005년 1월 4일 21:00 - 23:18, 시청률 20.3%）
- 구급 병동 24시 어나더 스토리（2005년 3월 29일 21:00 - 22:54, 시청률 18.8%）
- 긴급 스페셜 구급 병동 24시 〜구명의 코지마 카에데〜 （2009년 7월 14일- 2009년 8월 4일 21:00 - 21:54, 평균시청률 13.5%）
- 구급 병동 24시 2010 스페셜 （2010년 1월 3일 21:15 - 23:30, 시청률 12.7%）

## 1기
무대는 도립제3병원 구급센터이다.

### 등장인물
- 신도 잇세이 (31)（외과）- 에구치 요스케
- 코지마 카에데 (25)（레지던트）- 마츠시마 나나코
- 사쿠라이 유키 (22)（간호사）- 스도 리사
- 오치아이 마사토 (29)（내과）- 사와무라 잇키
- 키쿠치 타모츠 (42)（주임）- 카네다 아키오
- 타다 카즈히코 (50)（의국장）- 시미즈 쇼고
- 츠지 토모히로 (25)（레지던트）- 야지마 노리토
- 타오 루리코 (44)（수간호사）- 요시마 요코
- 신도 사키 (30) (식물인간 상태, 신도 잇세이의 처）- 타카다 미사
- 사카이 신이치 (33) (신경외과의) - 스기모토 텟타

### 제작진
- 각본 : 하시베 아츠코, 후쿠다 야스시, 이노 요코
- 음악 : 나카무라 마사토시 (DREAMS COME TRUE), CALLING OF A MIRACLE
- 프로듀서 : 카와이 토오루
- 연출 : 이와모토 히토시, 타지마 다이스케, 미즈다 나루히데

### 제목 및 시청률
| 회차                                                       | 방송일          | 제목                                                                        | 풀이                                                                             | 각본          | 연출            | 시청률 |
| ---------------------------------------------------------- | --------------- | --------------------------------------------------------------------------- | -------------------------------------------------------------------------------- | ------------- | --------------- | ------ |
| 제1화                                                      | 1999년 1월 5일  | 朝がまた来る                                                                | 아침이 다시 온다                                                                 | 하시베 아츠코 | 이와모토 히토시 | 24.0%  |
| 제2화                                                      | 1999년 1월 12일 | 妻が目を覚ます時                                                            | 아내가 눈을 뜰 때                                                                | 후쿠다 야스시 | 이와모토 히토시 | 20.8%  |
| 제3화                                                      | 1999년 1월 19일 | 鼓動が聞こえる                                                              | 고동이 들려                                                                      | 이노 요코     | 타지마 다이스케 | 18.9%  |
| 제4화                                                      | 1999년 1월 26일 | 妻への贈り物                                                                | 아내에게 보내는 선물                                                             | 하시베 아츠코 | 타지마 다이스케 | 19.0%  |
| 제5화                                                      | 1999년 2월 2일  | 誤診                                                                        | 오진                                                                             | 이노 요코     | 미즈다 나루히데 | 15.2%  |
| 제6화                                                      | 1999년 2월 9일  | 守るべき家族                                                                | 지켜야 하는 가족                                                                 | 하시베 아츠코 | 이와모토 히토시 | 17.9%  |
| 제7화                                                      | 1999년 2월 16일 | 復活…そして覚醒                                                             | 부활…그리고 각성                                                                 | 후쿠다 야스시 | 타지마 다이스케 | 20.9%  |
| 제8화                                                      | 1999년 2월 23일 | 娘からの告知                                                                | 딸의 통보                                                                        | 이노 요코     | 미즈다 나루히데 | 20.9%  |
| 제9화                                                      | 1999년 3월 2일  | がんばって…                                                                 | 힘내…                                                                            | 하시베 아츠코 | 이와모토 히토시 | 18.6%  |
| 제10화                                                     | 1999년 3월 9일  | 目を覚ませ…早紀                                                             | 눈을 떠…사키                                                                     | 이노 요코     | 타지마 다이스케 | 20.5%  |
| 제11화                                                     | 1999년 3월 16일 | この命にかえても                                                            | 이 목숨과 바꿔서라도                                                             | 후쿠다 야스시 | 미즈다 나루히데 | 20.3%  |
| 최종회                                                     | 1999년 3월 23일 | 最後の奇跡が起きる時、別れは突然やって来る… あともう少し…妻が目を覚ますまで | 마지막 기적이 일어날 때, 이별은 갑자기 찾아온다… 조금만 더…아내가 눈을 뜰 때까지 | 후쿠다 야스시 | 이와모토 히토시 | 23.5%  |
| 평균시청률 20.0% (시청률은 칸토 지구 비디오 리서치사 조사) |                 |                                                                             |                                                                                  |               |                 |        |

### 주제가
- DREAMS COME TRUE - 〈아침이 다시 온다〉（1 - 7화, 9 - 12화）
- DREAMS COME TRUE - 〈삼일월〉 (8화）

## 2기
무대는 코후쿠 의대 구급센터로 주인공 신도 외에는 사쿠라이 유키가 유일하게 이전 시리즈에서의 활약을 알고 있는 것으로 나온다. 후에 코지마 카에데나 야마지로 사에코처럼 다른 시리즈에서 재등장하는 인물도 있지만, 신도 이외에 인물 중 모든 시리즈에서 등장하는 것은 3, 4기 연속 출연한 코지마 카에데와 사쿠라이 유키 뿐이다.

### 등장 인물
신도 잇세이 (34) - 에구치 요스케
1기에서는 기적적으로 의식을 회복한 아내와 함께 재활을 하는 모습을 보였지만, 그 아내도 죽고 의사로서의 활동도 하지 않고 있는 상태의 천재 외과의이다. 그러나 구급센터 의국장인 오다기리로 인해 현장으로 복귀한다.
코사카 타마키 (29) - 마츠유키 야스코
전도 유망한 흉부외과의였으나 진구 교수의 연구에 트집을 잡아 구급센터로 좌천되고 애인과도 헤어지게 된다. 처음에는 현장보다 연구를 선호했으나, 점점 현장에서 소중한 것을 배워간다.
야베 쥰페이 (25) - 이토 히데아키
구급센터의 레지던트로 신도가 담당하는 학생이다.
사쿠라이 유키 (25) - 스도 리사
구급센터의 간호사로 1기부터 등장하여 신도에 대해 가장 잘 이해하고 있는 사람이다.
오타가와 나츠 (25) - 타바타 토모코
구급센터의 레지던트로 칸바야시가 담당하는 학생이다.
칸바야시 치하루 (45) - 코히나타 후미요
구급센터의 외상 외과의이다. 개인병원을 하고 있었지만 큰 빚을 지게 되었다.
바바 무사시 (31) - 미야사코 히로유키
구급센터의 정형외과 의사이다. 잘 씻지 않아 냄새가 나는 듯 하다.
죠시마 슌 (28) - 타니하라 쇼스케
구급센터의 외과의로 장발에 퍼머 머리가 트레이드 마크이다.
오다기리 카오루 (39) - 와타나베 잇케이
구급센터의 의국장으로 다른 병원에서 초빙해올 정도로 유능한 의사이다.

### 제작진
- 각본 - 후쿠다 야스시, 하시베 아츠코, 이노 요코, 하타 타케히코, 타나베 미츠루, 하야시 코지
- 음악 - 사하시 토시히코, 나카무라 마사토시 (DREAMS COME TRUE)
- 프로듀서 - 와다 코우, 나카지마 쿠미코, 히구치 토오루
- 연출 - 타지마 다이스케, 미즈다 나루히데, 히구치 토오루, 야마모토 카즈오

### 제목 및 시청률
| 회차                                                        | 방송일          | 제목                                                     | 풀이                                                                  | 각본                      | 연출            | 시청률 |
| ----------------------------------------------------------- | --------------- | -------------------------------------------------------- | --------------------------------------------------------------------- | ------------------------- | --------------- | ------ |
| 제1화                                                       | 2001년 7월 3일  | 緊急ヘリ到着! 帰ってきた天才外科医                       | 긴급헬기도착! 돌아온 천재 외과의                                      | 후쿠다 야스시             | 타지마 다이스케 | 21.5%  |
| 제2화                                                       | 2001년 7월 10일 | 明日を忘れた男                                           | 내일을 잊어버린 남자                                                  | 후쿠다 야스시 야베 아츠코 | 타지마 다이스케 | 19.3%  |
| 제3화                                                       | 2001년 7월 17일 | 小さな命大きな命                                         | 작은 목숨 큰 목숨                                                     | 후쿠다 야스시 이노 요코   | 미즈다 나루히데 | 20.8%  |
| 제4화                                                       | 2001년 7월 24일 | おまえはひとりじゃない!                                  | 너는 혼자가 아니야!                                                   | 후쿠다 야스시             | 미즈다 나루히데 | 19.4%  |
| 제5화                                                       | 2001년 7월 31일 | 最後の授業                                               | 마지막 수업                                                           | 하타 타케히코             | 타지마 다이스케 | 18.6%  |
| 제6화                                                       | 2001년 8월 7일  | キミは友だち                                             | 너는 친구                                                             | 후쿠다 야스시             | 미즈다 나루히데 | 18.5%  |
| 제7화                                                       | 2001년 8월 14일 | 傷ついた白衣の天使                                       | 상처입은 백의의 천사                                                  | 타나베 미츠루             | 히구치 토오루   | 18.4%  |
| 제8화                                                       | 2001년 8월 21일 | 運命的な出会い                                           | 운명적인 만남                                                         | 후쿠다 야스시             | 타지마 다이스케 | 22.4%  |
| 제9화                                                       | 2001년 8월 28일 | 君の手を握ってる                                         | 너의 손을 잡고 있어                                                   | 하야시 코지               | 야마모토 카즈오 | 19.8%  |
| 제10화                                                      | 2001년 9월 4일  | 奇跡を信じて…                                            | 기적을 믿고…                                                          | 후쿠다 야스시             | 미즈다 나루히데 | 18.4%  |
| 제11화                                                      | 2001년 9월 11일 | さよなら愛しき人                                         | 안녕 사랑하는 사람                                                    | 후쿠다 야스시             | 타지마 다이스케 | 19.9%  |
| 최종회                                                      | 2001년 9월 18일 | 緊急招集発令! 守れ命の最前線 救え! ひとつでも多くの命を… | 비상 소집 발령! 지켜라 생명의 최전선 구해라! 하나라도 더 많은 생명을… | 후쿠다 야스시             | 타지마 다이스케 | 25.4%  |
| 평균시청률 20.2%（시청률은 칸토 지구 비디오 리서치사 조사） |                 |                                                          |                                                                       |                           |                 |        |

### 음악
- 주제가：DREAMS COME TRUE - 〈어느 새〉
- 삽입곡：bird - 〈flow〉

## 구명 병동 24시 스페셜 2002
2002년 1월 1일에 방송된 스페셜로, 무대는 드라마(2기)와 같은 코후쿠 의대 구급센터이며, 제목은 〈구출 시간 제한〉이다.

### 줄거리
2001년의 크리스마스 이브, 구급센터는 한없이 바쁜 시간을 보내고 있는데 '이나모토'라는 아이가 후송되어 온다. 그날 밤 '로얄 윙'(실존하는 선상 레스토랑)의 기관실 승무원을 저격하는 선박 납치 사건이 발생한다. 범인은 연속 살인 미수 사건으로 지명 수배중이던 대학생 '타카토리'이며, 취업에 실패한 것이 사건의 동기가 된 것이다. 배에는 방금 귀국한 코사카를 비롯한 일반 시민들이 탑승하고 있었다. 카나가와 현 경찰과 해상보안청의 작전을 돕기 위해 신도가 협력을 하게 되고, 아슬아슬하게 SAT(특수급습부대)의 활약으로 사건은 해결되었다. 그러나 총격으로 인해 2명이 죽고, 탈출 시 일어난 소동으로 코사카 등이 부상을 입었고, SAT의 공격으로 다친 타카토리를 포함한 4명이 구급센터에 입원하게 되는데….
전반에 등장하는 사건의 시나리오플롯은 실제 사건과 비슷한 부분도 있고, 서스펜스와 스릴러적인 요소가 강하게 드러난 색다른 작품이다. 사건 피해자의 PTSD도 2001년에 실제로 일어났던 사건과 관련이 있는 것이었다. 또한, 작품 시작 부분에 “요코하마 베이 브리지를 항해하는 선박의 공중 촬영 영상”은 2004년 개봉한 《우미자루》의 2번째 예고 영상과 흡사하다.

### 주요 등장인물
- 신도 잇세이 - 에구치 요스케
- 코사카 타마키 - 마츠유키 야스코
- 야베 쥰페이 - 이토 히데아키
- 사쿠라이 유키 - 스도 미사
- 오타가와 나츠 - 타바타 토모코
- 칸바야시 치하루 - 코히나타 후미요
- 바바 무사시 - 미야사코 히로유키
- 죠시마 슌 - 타니하라 쇼스케

### 제작진
- 각본 : 후쿠다 야스시
- 음악 : 사하시 토시히코, 나카무라 마사토시 (DREAMS COME TRUE), CALLING OF A MIRACLE
- 프로듀서 : 와다 코우, 나카지마 쿠미코, 히구치 토오루
- 연출 : 타지마 다이스케

### 주제가
- DREAMS COME TRUE - 〈어느 새〉

## 구명 병동 24시 스페셜 2005
2005년 1월 4일 21:00 ~ 23:18에 방영된 스페셜 드라마로, 1기 디렉터즈 컷 특별판이며, 코지마 카에데의 회상 형식으로 되어 있다. 시청률은 20.5％를 기록하였다.

### 등장 인물
- 신도 잇세이 (국제 인도 지원 의사단 의사）- 에구치 요스케

야마무로에 의해 국제 인도 지원 의사단에 참가하여 아프리카로 향한다. 말라리아에 감염된 흑인 남성의 치료를 담당한다.
- 코지마 카에데（토도츄오병원 응급의학과 의사）- 마츠시마 나나코

레스토랑에서 연인인 유키를 기다리는 중에 긴급 환자를 진찰한다. 구급차로 근처 병원으로 이송하다가 야베와 알게 된다.
- 야마무로 츠요시（국제 인도 지원 의사단 의사）- 시오미 산세이

신도를 국제 인도 지원 의사단에 참가하게 만든 인물로, 신도와 함께 아프리카로 향한다.
- 야베 쥰페이（코호쿠 의대 구급센터 응급의학과 의사）- 이토 히데아키

개인병원에서 아르바이트를 하다가 카에데와 알게 된다.
- 카가 유키 (카에데의 연인）- 이시구로 켄（특별출연）

회상 - 도립 제3병원 구급센터
- 신도 잇세이 - 에구치 요스케
- 코지마 카에데 - 마츠시마 나나코
- 사쿠라이 유키 - 스도리사
- 오치아이 마사토 - 사와무라 잇키
- 키쿠치 타모츠 - 카네다 아키오
- 타다 카즈히코 - 시미즈 쇼고
- 츠지 토모히로 - 야지마 노리토
- 타오 루리코 - 요시마 요코
- 신도 사키 - 타카다 미사
- 사카이 신이치 - 스기모토 텟타

### 제작진
- 각본 : 후쿠다 야스시, 하시베 아츠코, 이노 요코
- 음악 : 나카무라 마사토시 (DREAMS COME TRUE), CALLING OF A MIRACLE
- 프로듀서 : 카와이 토오루(1기), 나카지마 쿠미코, 마스모토 쥰
- 연출(1기) : 이와모토 히토시, 미즈다 나루히데, 타지마 다이스케
- 종합 연출 - 미즈다 나루히데

### 주제가
- DREAMS COME TRUE - 〈아침이 다시 온다〉

## 3기
무대는 토도츄오병원 코도구급센터이다. 제2관동대지진이 발생한 도쿄 근교의 한 도시를 무대로 구급팀의 노력과 활약을 보여준다. 1기에서 레지던트로 등장했던 코지마 카에데가 정식으로 시리즈로 돌아오는 것이 화제가 되었다.
3기 종영 다음주에 번외편으로 〈간호사들의 구급센터〉가 방송되었다. 간호사 사쿠라 료타와 오오토모 하즈키를 중심으로 한 특별 드라마와 3기 총집편으로 구성되어 도쿄에 지진이 일어난 지 반년 후에 TV 프로그램 취재로 당시 상황을 회상하는 설정이다.

### 등장인물
신도 잇세이 (37) - 에구치 요스케
국제 인도 지원 의사단의 의사이다. 동료인 야마무로의 죽음으로 그의 유품을 가족들에게 전해주기 위해 아프리카에서 잠시 귀국한 날에 카에데와 재회한다. 마지막회에서 국제 인도 지원 의사단의 요청으로 다시 아프리카로 떠난다.
코지마 카에데 (31) - 마츠시마 나나코
1기에서 신도에게 지도를 받았던 구급의이다. 일과 결혼을 사이에 두고 고민하고 있었으나 대지진으로 연인 유키가 죽게 된다.
쿠로키 하루마사 (40) - 카가와 테루유키
토도츄오병원의 의국장이다. 지진으로 머리를 다친다. 혼란스러운 현장을 정확한 판단으로 정리하지만, 가족과 만날 수 없어 힘들어 한다.
이소베 노조미 (26) - 쿄노 코토미
지금은 보건 교사이지만 전직 간호사였다. 어떤 일을 계기로 간호사를 그만두고 상경하여 보건 교사가 되었다.
코노 카즈야 (22) - 오구리 슌
의대생이자 슌스케의 동생이다.
사쿠라 료타 (28) (간호사) - 오이즈미 요
남자 간호사로 조금 가벼운 사람이지만, 환자의 마음의 상처를 배려할 줄 아는 상냥한 마음씨를 지니고 있다.
코노 슌스케 (25) (레지던트) - 카와오카 다이지로
레지던트 의사로 성실하지만 신경질적인 성격이다. 카에데에게 지도를 받고 있다.
오오토모 하즈키 (23) (간호사) - MEGUMI
간호사로 드세 보이지만 사실은 상냥한 성격을 갖고 있다.
히비야 마나부 (39) (구급의) - 코이치 만타로
성실한 성격을 갖고 있는 슌스케와 대립한다.
카가 유키 (35) - 이시구로 켄（특별출연）
카에데의 연인으로 지진으로 인해 부상을 입고 병원에 실려온다.
코노 사다오 (52) - 히라타 미츠루
코노의원의 원장이자 내과의이며 슌스케와 카즈야의 아버지이다.
테라이즈미 하야토 (39) (국회의원) - 나카무라 토오루
다음 선거에서 당선되기 위해 지진 원조 활동에 나선다. 처음에는 신도를 싫어하지만, 출세를 위해서가 아닌 진정으로 사람의 생명을 구하려는 신도와 의사들의 모습에 마음이 바뀐다.

### 제작진
- 각본 : 후쿠다 야스시(본편), 무토 다이스케 (번외편)
- 음악 : 사하시 토시히코
- 기획 : 와다 코우
- 프로듀서 : 나카지마 쿠미코, 마스모토 쥰
- 연출 : 와카마츠 세츠로, 미즈다 나루히데, 니시타니 히로시, 무라타니 요시노리

### 제목
| 회차                                               | 방송일          | 제목                         | 풀이                             | 각본          | 연출              | 시청률 |
| -------------------------------------------------- | --------------- | ---------------------------- | -------------------------------- | ------------- | ----------------- | ------ |
| 제1화                                              | 2005년 1월 11일 | 人が人を救うという事         | 사람이 사람을 구한다는 것        | 후쿠다 야스시 | 와카마츠 세츠로   | 21.4%  |
| 제2화                                              | 2005년 1월 18일 | ひとりでも多くの命を!        | 혼자서도 많은 생명을!            | 후쿠다 야스시 | 미즈다 나루히데   | 19.0%  |
| 제3화                                              | 2005년 1월 25일 | ヘリが運んだ夫婦の愛！       | 헬기가 나른 부부의 사랑!         | 후쿠다 야스시 | 와카마츠 세츠로   | 19.7%  |
| 제4화                                              | 2005년 2월 1일  | あなたを探しにいきたい       | 당신을 찾으러 가고 싶어          | 후쿠다 야스시 | 미즈다 나루히데   | 18.4%  |
| 제5화                                              | 2005년 2월 8일  | 初めて分かった父の想い       | 처음으로 느낀 아버지의 마음      | 후쿠다 야스시 | 니시타니 히로시   | 18.9%  |
| 제6화                                              | 2005년 2월 15일 | 愛する人を失うという事       | 사랑하는 사람을 잃는다는 것      | 후쿠다 야스시 | 와카마츠 세츠로   | 19.9%  |
| 제7화                                              | 2005년 2월 22일 | 朝はまた来る!                | 아침은 다시 온다!                | 후쿠다 야스시 | 미즈다 나루히데   | 18.8%  |
| 제8화                                              | 2005년 3월 1일  | 神の手はあきらめない!        | 신의 손은 포기하지 않아!         | 후쿠다 야스시 | 와카마츠 세츠로   | 17.3%  |
| 제9화                                              | 2005년 3월 8일  | あなたが涙をぬぐうとき       | 당신이 눈물을 닦을 때            | 후쿠다 야스시 | 무라타니 요시노리 | 17.7%  |
| 제10화                                             | 2005년 3월 15일 | 命の終わりを看取るとき       | 생명의 마지막을 간호할 때        | 후쿠다 야스시 | 미즈다 나루히데   | 18.4%  |
| 최종화                                             | 2005년 3월 22일 | 命と希望が蘇る街へ!          | 생명과 희망이 되살아나는 거리로! | 후쿠다 야스시 | 와카마츠 세츠로   | 20.6%  |
| 평균시청률 19.1%（칸토 지구 비디오 리서치사 조사） |                 |                              |                                  |               |                   |        |
| 번외편                                             | 2005년 3월 29일 | 看護師たちの救命救急センター | 간호사들의 구급센터              | 무토 다이스케 | 미즈다 나루히데   | 18.8%  |

### 주제가
- DREAMS COME TRUE - 〈몇 번이고〉

## 긴급 스페셜 구명 병동 24시 〜 구급의 코지마 카에데 〜
2009년 7월 14일부터 2009년 8월 4일에 4회로 방송된 스페셜 드라마로, 1・2・3기 디렉터즈 컷 특별판이다. 아래의 이유로 과거 시리즈 등장인물 4명을 한 명씩 게스트로 맞아 카에데와의 관계를 중심으로 한 촬영분을 포함한 특별판을 급히 방송하게 되었다.
무대는 세이와 제1병원 코도구급센터이다.
엔딩에서는 에구치가 시청자에게 보내는 메시지(Episode 1)와 4기 촬영현장에 에구치가 복귀하는 모습(Episode 2)을 보여주었다.

### 등장인물
코지마 카에데（구급의）- 마츠시마 나나코

야마시로 사에코（간호사）- 기무라 타에 (Episode 1, 3, 4）

츠치 토모히로 (1기）- 야시마 노리토 (Episode 1）
낙뢰가 발생한 축제 현장에서 카에데와 만난다. 마지막에 결혼하여 아이도 있음이 밝혀진다.
사쿠라이 유키 (1, 2기) - 스도 리사 (Episode 2）
결혼식장에서 심정지 상태의 남성을 돌보다 카에데와 만난다. 마지막에 결혼 소식을 카에데에게 알린다.
바바 무사시 (2기) - 미야사코 히로유키（Episode 3）
자전거를 타다가 다쳐 실려오는데 레지던트의 처치에 불만을 보인다. 그러다가 카에데와 야마시로와 만나고 병원에 온 진짜 이유를 알게 된다.
코쿠보 사에 (3기) - 이노우에 마오（Episode 4）
간호사가 되려고 한다고 카에데에게 말한다.

### 제목 및 시청률
| 회차                                               | 방송일          | 제목       | 부제                               | 부제 풀이                                  | 각본          | 연출                                  | 시청률 |
| -------------------------------------------------- | --------------- | ---------- | ---------------------------------- | ------------------------------------------ | ------------- | ------------------------------------- | ------ |
| Episode 1                                          | 2009년 7월 14일 | 再会(재회) | 新作!運命の再会 甦る研修医時代     | 신작! 운명의 재회 되살아나는 레지던트 시절 | 하야시 마코토 | 사토 유이치 오키 아야코               | 13.1%  |
| Episode 2                                          | 2009년 7월 21일 | 信頼(신뢰) | 信頼の友と繋ぐ命 第1シリーズ後編   | 믿음의 친구와 연결하는 생명 1기 후편       | 하야시 마코토 | 오키 아야코                           | 15.0%  |
| Episode 3                                          | 2009년 7월 28일 | 仲間(동료) | 恐怖の外来患者!? 第2シリーズ総集編 | 공포의 외래환자!? 2기 총집편               | 하야시 마코토 | 오키 아야코                           | 12.5%  |
| Episode 4                                          | 2009년 8월 4일  | 希望(희망) | 迫る! 最大の危機 第3シリーズ特別編 | 닥쳐온다! 최대의 위기 3기 총집편           | 하야시 마코토 | 카와케 슌사쿠 사토 유이치 오키 아야코 | 13.4%  |
| 평균시청률 13.5%（칸토 지구 비디오 리서치사 조사） |                 |            |                                    |                                            |               |                                       |        |

### 주제가
- DREAMS COME TRUE - 〈아침이 다시 온다〉 (Episode 1, 2), 〈어느 새〉（Episode 3), 〈몇 번이고〉（Episode 4）

## 4기
무대는 카이난 의대 코도 구급센터이다. 1, 3기에서는 코지마 카에데, 2기에서는 야마시로 사에코가 등장했다. 또한 4기의 새로운 점으로 신도에게 필적하는 기술이나 신념을 갖고 있지만, 구급의료에 대한 생각이 정반대인 말하자면 '또 한 명의 신도'라고도 할 수 있는 구명의 사와이 에츠시가 등장한다. 이번 시리즈에서는 신도, 코지마, 사와이 이 3명을 중심으로 구급의료가 직면하고 있는 현실의 문제를 조명하고 있다.
당초 4기는 2009년 7월 7일에 방송될 예정이었으나, 촬영중이던 6월 10일에 주연 배우 에구치 요스케가 오토바이 사고로 중상을 입어 1개월이 연장되어 7월에는 상기 기술된 스페셜로 대체되었다. 또한, 시리즈 최초로 데이터 방송이 실시되었다.
선전문구는 '의료를 구명하라.'였으며, 주제는 '구급의료의 붕괴'이다.

### 등장인물
신도 잇세이 (42) - 에구치 요스케
이제까지 시리즈에서는 전혀 나무랄 데가 사람처럼 나왔으나, 이번 시리즈에서 처음으로 '피망을 싫어한다'는 약점이 드러났다.
코지마 카에데 (35) - 마츠시마 나나코
사와이로부터 '너무 뛰어난 신도 선생과는 달리, 당신은 한계를 알고 있다'는 말과 함께 의국장 취임을 제의 받는다.
야마시로 사에코 (36) - 키무라 타에
2기에서 방사선과로 옮겼다가 이번 시리즈에 다시 구급센터로 복귀한다.
카모이 치카 (22) - 키타노 키이
야마시로를 동경하고 있는 간호사이다.
하나와 쇼지 (45) - 이타오 이츠지
가벼운 사람이지만 신도가 칭찬할 정도로 실력이 좋은 의사이다.
요코미조 시즈카 (30) - 이치카와 미와코
원거리 연애중인 간호사이다.
쿠도 료스케 (26) - 이시다 타쿠야
신도의 담당 레지던트이다. 신도에 대해 불만을 품고 있다.
탄바라 히로시 (30) - 쵸 타미야스
신도에게 반발하여 구급센터를 뛰쳐 나가지만, 신도를 이해하게 되어 다시 돌아온다.
모리야 타카후미 (60) - 오노 타케히코
마지막회에서 사와이가 의국장 사직과 구급의료 개혁기구에 가게 됨을 전하자 개혁 기구를 정치에 이용한다고 비난한다.
사와이 에츠시 (40) - 유스케 산타마리아
미국 ER에서 근무한 경험이 있는 실력이 매우 뛰어난 의사이며 의국장이다. 현실주의적이고 합리주의적이며 지금까지의 구급 의료에 대해서 비관적인 견해를 갖고 있다. 신도와 번번히 대립하지만 "생명을 구한다"는 것에 대해서는 신도와 같은 생각을 갖고 있다.

### 제작진
- 기획 : 와다 코우, 나카지마 쿠미코
- 프로듀서 : 오구라 히사오, 타카마루 마사타카, 미사오 레이코
- 각본 : 니키 히로키, 잇시키 노부유키, 타카야마 나오야, 하야시 마코토, 오가와 마코토
- 연출 : 카와케 슌사쿠, 미즈다 나루히데, 사토 유이치, 오키 아야코
- 음악 : 요시마타 료

### 제목 및 시청률
| 회차                                               | 방송일          | 제목 | 풀이 | 각본                                  | 연출                      | 시청률 |
| -------------------------------------------------- | --------------- | --- | --- | ------------------------------------- | ------------------------- | ------ |
| Episode 1                                          | 2009년 8월 11일 | 待望の新シリーズ! 救え!! 救命の危機を | 대망의 새로운 시리즈! 구해라!! 구급의료의 위기를 | 니키 히로키 잇시키 노부유키(협력)     | 카와케 슌사쿠             | 20.3%  |
| Episode 2                                          | 2009년 8월 18일 | 救えない患者はどこへ | 구할 수 없는 환자는 어디로 | 잇시키 노부유키                       | 카와케 슌사쿠             | 18.3%  |
| Episode 3                                          | 2009년 8월 25일 | 命を救う者たちの選択 | 생명을 구하는 자들의 선택 | 타카야마 나오야 잇시키 노부유키(협력) | 미즈다 나루히데           | 19.3%  |
| Episode 4                                          | 2009년 9월 1일  | 全力で救うことの意味 | 전력으로 구하는 것의 의미 | 하야시 마코토                         | 사토 유이치               | 19.0%  |
| Episode 5                                          | 2009년 9월 8일  | こころを救う救命医 | 마음을 구하는 구급의 | 오가와 마코토                         | 오키 아야코               | 18.8%  |
| Episode 6                                          | 2009년 9월 15일 | 狙われた救命センター | 표적이 된 구급센터 | 니키 히로키                           | 사토 유이치               | 18.9%  |
| Episode Final                                      | 2009년9월 22일  | 遂に感動の最終章!! 緊急出動したドクターカーに 最大の危機が訪れる!? 仲間の死? そして進藤と楓の選択!? 崩壊した救命センターに未来は訪れるのか!? | 마침내 감동의 최종장!! 긴급 출동한 구급차에 최대의 위기가 찾아온다!? 동료의 죽음? 그리고 신도와 카에데의 선택!? 무너진 구급센터에 미래는 찾아오는 것인가!? | 잇시키 노부유키                       | 카와케 슌사쿠             | 19.3%  |
| 평균시청률 19.1%（칸토 지구 비디오 리서치사 조사） |                 | | |                                       |                           |        |
| Special                                            | 2010년 1월 3일  | 緊急事態発生! 機能停止した病院に 立ち向う救命チームの奮闘新エピソード!! 進藤と楓の新たな旅立ちと 感動のシリーズ4特別版                       | 긴급사태발생! 멈춰버린 병원에 맞서는 구급팀의 분투 새로운 이야기!! 신도와 카에데의 새로운 여행과 감동의 시리즈 4기 특별판                                  | 하야시 마코토                         | 카와케 슌사쿠 오키 아야코 | 12.7%  |

### 주제가
- DREAMS COME TRUE feat. FUZZY CONTROL 〈그 앞에〉

### 비고
- 무대는 요코하마이지만, 실제 요코하마의 의료 체계와는 다르다.
- 1, 2기에서는 신도의 흡연 장면이 여러 차례 보이지만, 3기부터는 전혀 보이지 않는다.

## 5기
2013년 7월 9일부터 9월 10일까지 방송. 무대는 국립 미나토 대학 부속 병원 구명 구급 센터.

### 등장인물
코지마 카에데 - 마츠시마 나나코
의국장. 구명구급센터 내 여러 사건과 개인적인 일 때문에 여러 가지 어려움을 겪지만, 동료 의사와 간호사들의 두터운 신망에 힘입어 슬기롭게 헤쳐간다.
혼죠 - 사사키 쿠라노스케
강직한 성격 탓에 이 곳 저 곳 전전하다가 겨우 미나토대 구명구급센터에 정착. 성격 탓에 때때로 동료들과 부딪힐 때가 있으나, 환자의 안위를 먼저 생각하는 프로 의사.
나츠메 - 토키토 사부로
원장의 요청으로 구명구급센터에 부임하게 된 베테랑. 날카로운 칼날과 같던 구명구급센터 의사들을 부드럽게 다독이는 인품의 소유자다. 코지마 의국장이 정신적인 어려움을 겪을 때, 그에게 큰 도움을 준다.
히로세 - 카자마 슌스케
구명구급센터에서 연수를 받고 있는 막내 의사. 따뜻한 성격의 소유자로 의사들, ICU내 환자들 모두와 잘 지낸다.
나라 - 아시나 세이
구명구급센터에서 연수받고 있는 의사. 코지마의 연수의로, 코지마의 지도 방식에 불만을 표하나 곧 자신의 실수를 알게 된다.
안도 - 코지마 카즈야
구명구급센터 의사. 본인이 불리한 상황에선 매번 도망치는 불량의사로 낙인찍혀있다.
카타오카 - 카시와바라 슈지
잘생기고 깔끔한 매너를 갖춘 의사. 오래전 연을 끊은 아버지의 소식을 듣고 마음아파한다.
쿠니토모 - 하루
nurse practitoner에 도전하는 간호사. 전염성 질병에 감염되어 고통을 겪는다.
모가니 - 단다 야스노리
미나토대학병원 원장. 다른 병원을 그만둔 나츠메를 미나토대 구명구급센터로 부른 장본인. 코지마가 의국장 직을 떠나지 못하도록 한다. 알 수 없는 그의 태도는 최종화에서 명쾌해진다.

## 같이 보기
- 응급 전화번호
- 응급의학과
- ER (드라마)